# エピソードバンク
エピソードバンクは、リクルートエージェントi-Companyが提供していたwebサービスである。

## 歴史
2007年12月にβ版をリリース。翌年2008年2月にカットオーバーした。
2009年5月31日をもってサービスを終了。エピソードバンクを運営するキャリアスクールi-Companyの運営主体が株式会社リクルートエージェントから株式会社リンクアンドモチベーションへ変更となったことによる。

## 機能
機能としては、自己分析・自己PRに有効なものを中心に大きく3つの機能がある。

### ビジネス筋力診断
Flashを用いた心理テスト形式の機能。
36問の質問に答えることで、コミュニケーション力、自己マネジメント力、業務遂行能力など、自分に備わっている強みとは何なのかが診断出来る。

### ビジネス欲求診断
Flashを用いた心理テスト形式の機能。
12問の質問に答えることで、仕事をする際に「自分はどんなことに価値を置くのか」、自分が行動していて「モチベーションが上がる」と思える状況は、どんなことをしているときなのか、ということが診断出来る。
あくまでも傾向を把握するものである。

### エピソードメーカー
自らの経験談を「どんな状況で」「どんな問題が起きて」「どんな行動をとって」「結果はどうなったのか」という4つの段階で書き込むだけで1つのエピソードが出来るという機能。ユーザーは自分の書いたものを「公開」「非公開」で選択することが出来る。就職活動において、自己PRを作る際に有用である。
また、就職活動終了後の学生や社会人も多くのエピソードを書いているため、公開の場合はそのエピソードを参考にすることが可能。自分のエピソードのブラッシュアップに反映することが出来る。業界別の検索も可能である。

## 利用者数
登録者は2008年11月時点で約2万人だった。
参加者属性としては就職活動生が多いが、自分の棚卸に有効なため、就職活動終了後の学生や、社会人も利用していた。